# Ben (álbum)
Ben es el segundo álbum de estudio del cantante estadounidense Michael Jackson. Fue lanzado el 4 de agosto de 1972 por Motown Records. El álbum fue lanzado cuando tenía 13 años. Su primer álbum, Got to Be There, había salido solo 7 meses antes.
El álbum está formado por baladas románticas, género que no es muy común en la banda musical a la que también pertenecía junto a sus hermanos, The Jackson 5.
La canción de mayor éxito fue «Ben», que da título al álbum y que alcanzó el primer puesto de sencillos de música pop, siendo el primer número 1 de Michael Jackson en solitario. El sencillo también alcanzó el quinto puesto como tema de música soul.
El álbum vendió 4,4 millones de unidades en todo el mundo, 3,3 millones de ellas en los Estados Unidos.

## Antecedentes
En enero de 1972, cuando aún era miembro de The Jackson 5, Jackson lanzó su primer álbum de estudio, titulado Got to Be There, bajo Motown Records. El álbum recibió críticas generalmente mixtas de los críticos de música contemporánea, pero fue un éxito comercial en todo el mundo. Los tres sencillos del álbum tuvieron un buen desempeño en las listas Billboard Hot 100, con todas las listas dentro de las 20 posiciones principales en la lista, dos alcanzando un máximo dentro de los 5 primeros. Got to Be There tuvo más éxito en los Estados Unidos que a nivel internacional, alcanzando el puesto 14 en el Billboard 200 y el puesto 37 en el Reino Unido, y el número 121 en Francia.

## Música
Las sesiones de grabación de Ben comenzaron en noviembre de 1971 y concluyeron en febrero de 1972 antes de que la voz de Jackson comenzara a hacerse más profunda. Fue producido por seis personas y con la producción ejecutiva de Berry Gordy. Los compositores de las 10 pistas de Ben incluyen a Mel Larson, Jerry Marcellino, Thom Bell, Linda Creed, The Corporation, Smokey Robinson y Ronald White, entre otros. Las canciones del álbum tienen un tempo que va desde 69 beats por minuto en "Ben" hasta 130 en "Shoo-Be-Doo-Be-Doo-Da-Day".
La canción principal del álbum, el tema principal de la película de 1972 del mismo nombre (en sí misma la secuela de la película Willard de ratas asesinas de 1971), ganó un Globo de Oro y fue nominada a un Premio de la Academia a la Mejor Canción, perdiendo ante "The Morning After" de Maureen McGovern de otra película de 1972, The Poseidon Adventure. "What Goes Around Comes Around" tiene similitudes con el sencillo del hermano mayor de Jackson, Jackie, "Didn't I (Blow Your Mind This Time)", que contó con la voz de Jackson y sus hermanos mayores. Para Ben, Jackson grabó una versión del sencillo de 1964 de The Temptations, "My Girl", una versión del éxito de 1971 de The Stylistics "People Make The World Go Round", una versión de "Everybody's Somebody's Fool" de Lionel Hampton, una versión del sencillo de Brenda Holloway de 1965, "You Can Cry on My Shoulder" y una versión del sencillo de Stevie Wonder de 1968, "Shoo-Be-Doo-Be-Doo-Da-Day". "My Girl" tiene un ritmo funk y la partitura de la canción incluye una interacción de llamada y respuesta, que es similar a lo que Jackson y sus hermanos mostraron en su material de Jackson 5. En 1966, los Jackson 5 ganaron un concurso de talentos en la escuela secundaria Theodore Roosevelt de Gary, donde interpretaron "My Girl". "You Can Cry on My Shoulder" es una canción de tiempo medio. We Got a Good Thing Going" se publicó anteriormente como cara B de "I Wanna Be Where You Are" de "Got to Be There" y "In Our Small Way" también apareció en el álbum anterior de Jackson, Got to Be There.

## Recepción de la crítica
El álbum recibió en general críticas entre mixtas y positivas por parte de la crítica musical contemporánea. Lindsay Planer, de Allmusic, calificó a Ben con cuatro de cinco estrellas.  Planer citó "What Goes Around Comes Around" como "uno de los mejores cortes profundos de Ben" y "Shoo Be Doo Be Doo Da Day" como un "ganador", mientras que describió "In Our Small Way" como una "nota menor" para el álbum, habiendo sentido que la canción contenía un "mensaje irremediablemente anticuado". Planer señaló que un "cambio interesante fue la falta de participación de la máquina de hacer éxitos de la Motown conocida colectivamente como 'The Corporation'". Vince Aletti, de la revista Rolling Stone, calificó el álbum con dos de cinco estrellas. Aletti señaló que, aunque el álbum "contiene bastante más material original", "no tiene nada tan exquisito como 'Got to Be There' o 'I Wanna Be Where You Are'", pero "es, en general, un álbum mucho más fuerte que el primero". "Señaló que en la canción que da título al álbum, Jackson tenía una "sorprendente cantidad de sentimiento" en su interpretación vocal." Leah Greenblatt, de Entertainment Weekly, dio al álbum una calificación de "B". Greenblatt comentó que la canción que da título al álbum era un "testamento de su talento" y añadió que el álbum "siempre se definiría" por esa canción.

## Rendimiento comercial
El álbum fue publicado por Motown Records, el segundo álbum de estudio de Jackson para el sello como artista en solitario, en agosto de 1972. Como parte de la promoción del álbum, "Ben" fue lanzado como el principal y único sencillo del álbum en julio de 1972. "Ben" fue un éxito comercial en todo el mundo, situándose generalmente entre los 10 y 20 primeros puestos de las listas musicales. La canción alcanzó el número 1 en la lista Billboard Hot 100, siendo la primera de las 13 canciones que Jackson consiguió durante su carrera en solitario. "Ben" se situó entre los 10 primeros puestos de la lista de los 40 principales de Holanda, y alcanzó el número 2 y el número 7 en la lista de singles del Reino Unido, además de situarse en el número 14 en Australia. Estaba previsto lanzar "Everybody's Somebody's Fool" como segundo sencillo del álbum, pero se canceló por razones no especificadas.
Ben tuvo más éxito en las listas musicales de Estados Unidos y del resto del mundo en comparación con el anterior álbum de estudio de Jackson. El álbum alcanzó el número 5 en la lista Billboard 200 de EE. UU., convirtiéndose en el primero de los seis álbumes de estudio de Jackson en alcanzar el número 10 en esa lista. Ben también alcanzó el número 4 en la lista de los mejores álbumes de R&B/Hip-Hop de EE. UU. El 13 de enero de 1973, Ben debutó en la lista de álbumes del Reino Unido en su posición más alta, el número 17. El 1 de enero de 1974, el álbum recibió la certificación de plata por parte de la Industria Fonográfica Británica por haber vendido 60.000 unidades en el Reino Unido. Tras la muerte de Jackson en junio de 2009, su música experimentó un aumento de popularidad. El álbum entró en las listas musicales francesas el 25 de julio de 2009, en su posición máxima de número 162. Ben se mantuvo dentro de las 200 primeras posiciones del país durante dos semanas consecutivas.

## Lista de canciones
| N.º | Título                           | Escritor(es)                                                                  | Duración |  |
| 1.  | «Ben»                            | Walter Scharf, Don Black                                                      | 2:42     |  |
| 2.  | «The Greatest Show on Earth»     | Mel Larson, Jerry Marcellino                                                  | 2:47     |  |
| 3.  | «People Make The World Go Round» | Thom Bell, Linda Creed                                                        | 3:15     |  |
| 4.  | «We've Got a Good Thing Going»   | The Corporation (Berry Gordy, Alphonso Mizell, Freddie Perren, Deke Richards) | 3:01     |  |
| 5.  | «Everybody's Somebody's Fool»    | Gladys Hampton, Regina Adams, Ace Adams                                       | 2:58     |  |
| 6.  | «My Girl»                        | Smokey Robinson, Ronald White                                                 | 3:05     |  |
| 7.  | «What Goes Around Comes Around»  | Allen Levinsky, Arthur Stokes, Dana Meyers, Floyd Weatherspoon                | 3:35     |  |
| 8.  | «In Our Small Way»               | Beatrice Verdi, Christine Yarian                                              | 3:39     |  |
| 9.  | «Shoo-Be-Doo-Be-Doo-Da-Day»      | Sylvia Moy, Henry Cosby, Stevie Wonder                                        | 3:19     |  |
| 10. | «You Can Cry on My Shoulder»     | Berry Gordy                                                                   | 2:32     |  |